# Rathaus (Ober-Roden)
Das Rathaus von Ober-Roden ist ein zweiteiliger Gebäudekomplex, der sich aus einem klassizistischen Altbau von 1886 (Altes Rathaus) und einem modernen Neubau von 1975 (Neues Rathaus) zusammensetzt. Es stellt neben dem Rathaus von Urberach einen von zwei Verwaltungsstandorten der Stadt Rödermark dar.

## Geschichte

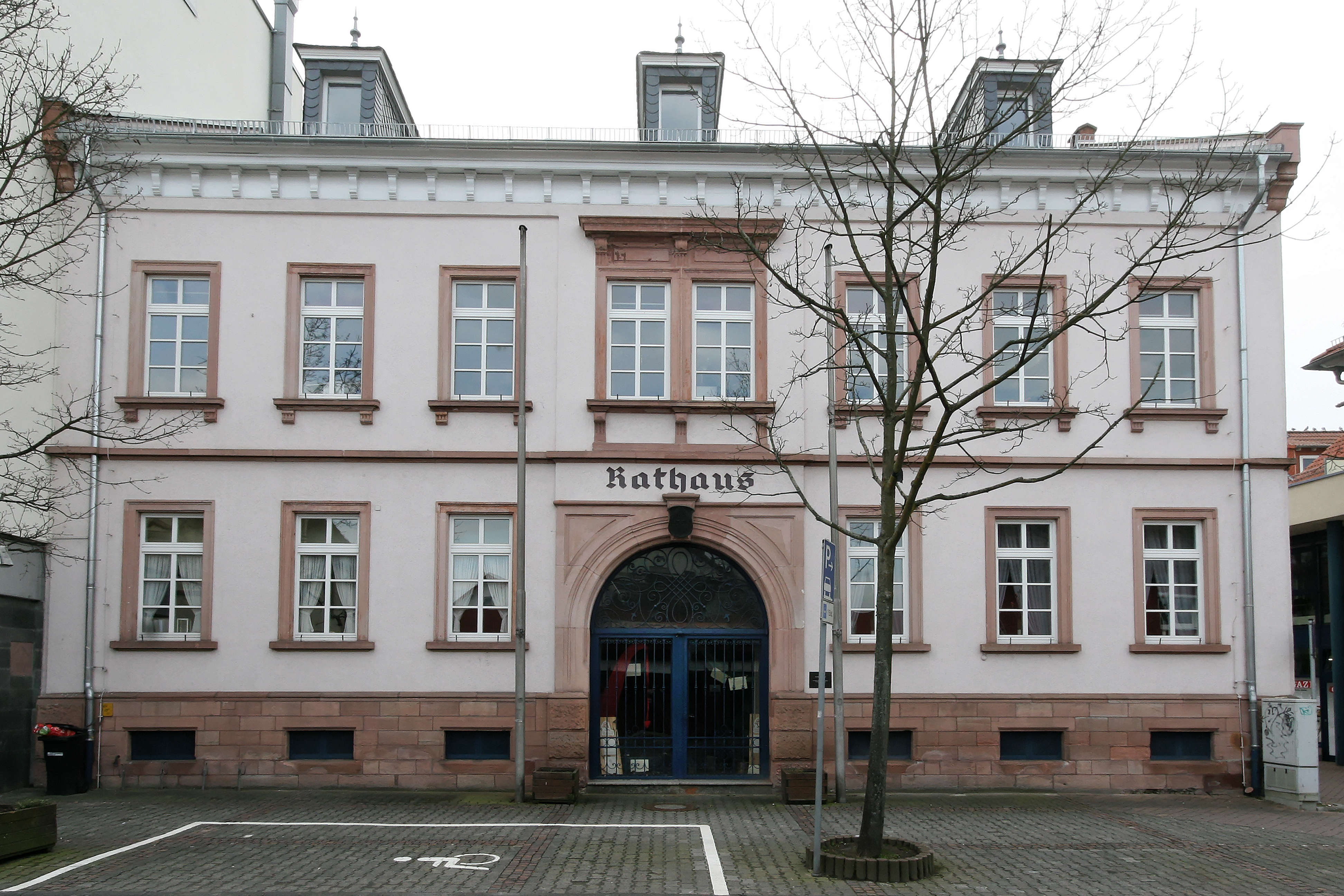
Altes Rathaus von Ober-Roden

Das Alte Rathaus von Ober-Roden wurde 1886 als staatliches Schulhaus am Standort eines ehemaligen Zehnthofes errichtet. Aufgrund raschen Bevölkerungswachstums war das Gebäude jedoch schon im darauffolgenden Jahrzehnt zu klein für die Schülerschaft im Ort geworden, weshalb mit dem Bau der Trinkbornschule im Jahr 1900 ein größeres Schulgebäude geschaffen wurde. Von 1910 bis zur Fertigstellung des Neuen Rathauses wurde das ehemalige Schulhaus als Bürgermeisterei von Ober-Roden und Messenhausen genutzt. Heute ist der Altbau Sitz des Standesamts der Stadt Rödermark.
Das Neue Rathaus von Ober-Roden wurde Mitte der 1970er-Jahre gebaut, die Grundsteinlegung fand im Jahr 1975 statt. Zugunsten des modernen Erweiterungsbaus einschließlich seines Vorplatzes, des heutigen Rathausplatzes, mussten mehrere Wohnhäuser sowie ein Parkplatz südlich des Alten Rathauses aufgegeben werden.

## Baubeschreibung
Der Rathauskomplex gliedert sich in einen klassizistischen Altbau im Norden sowie einen modernen Neubau im Süden. Das Alte Rathaus von 1886, ein zweigeschossiger siebenachsiger Putzbau mit flachem Satteldach, wurde im Stil des Klassizismus als repräsentatives Schulhaus errichtet. Der Rundbogeneingang des Gebäudes war ursprünglich mit einem schmiedeeisernen Torgitter versehen, ist heute jedoch verglast und wird als Schaufenster zu Werbezwecken genutzt. Das Neue Rathaus von 1975 ist hingegen ein moderner dreigeschossiger Funktionsbau. Seine weiße Putzfassade ist auf allen Etagen von mehreren Fensterbändern unterbrochen. Besonders auffällig sind das Bild des Rödermärker Stadtwappens sowie der Schriftzug „Rathaus Ober-Roden“ an der südlichen Außenfassade des Neubaus, die zum Rathausplatz weist. In der westlichen Hälfte des Erdgeschosses ist ein Café untergebracht.

## Denkmalschutz
Das Alte Rathaus ist aus ortsgeschichtlichen und künstlerischen Gründen als Kulturdenkmal in das Denkmalverzeichnis des Landes Hessen eingetragen (siehe Listeneintrag).